# (37665) 1994 RH17
1994 RH17 (asteroide 37665) é um asteroide da cintura principal. Possui uma excentricidade de 0.06569410 e uma inclinação de 1.06448º.
Este asteroide foi descoberto no dia 3 de setembro de 1994 por Eric Walter Elst em La Silla.